# V1-lanceerbaan in Almelo
V1-lanceerbaan in Almelo is een voormalige V1-lanceerinrichting, waarvan fundamenten nog zichtbaar zijn.
In Almelo zijn in najaar 1944 vier lanceerbanen voor V1-bommen aangelegd door Italiaanse krijgsgevangenen, bij Bolkshoek, Nijreesbos, Maatveld en Platenkamp. De lanceerbanen bestonden uit een betonnen platform, waterput, poeren en de richtplaat. De vliegende bommen werden richting Londen en Antwerpse haven gelanceerd, maar kwamen daar lang niet altijd terecht. Ze veroorzaakten ook slachtoffers en schade in Oost- en Zuid-Nederland. De laatste lancering vanuit de stelling Almelo was op 30 maart 1945. In Nijreesbos aan de Oude Deldenseweg hebben vrijwilligers de fundamenten van de lanceerbaan vrijgemaakt. Daarna werd op 30 september 2020 een informatiebord onthuld door burgemeester Arjen Gerritsen en graaf van Rechteren Limpurg, samen met de werkgroep 75 jaar vrijheid Almelo. Deze lanceerinrichting in Nijreesbos werd door de Duitse ingenieurs afgekeurd en is daardoor nooit gebruikt.

## Externe link

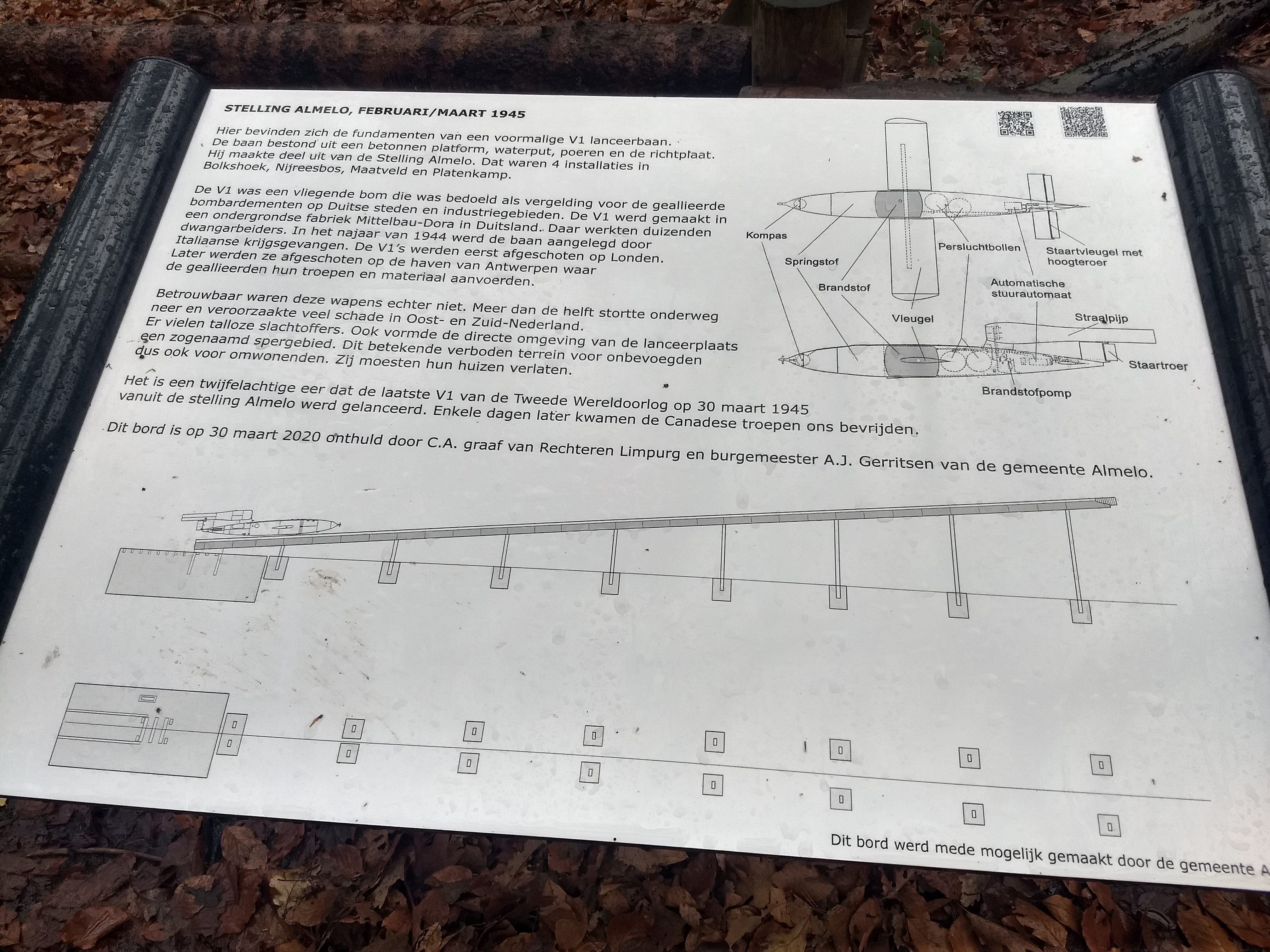
Informatiebord
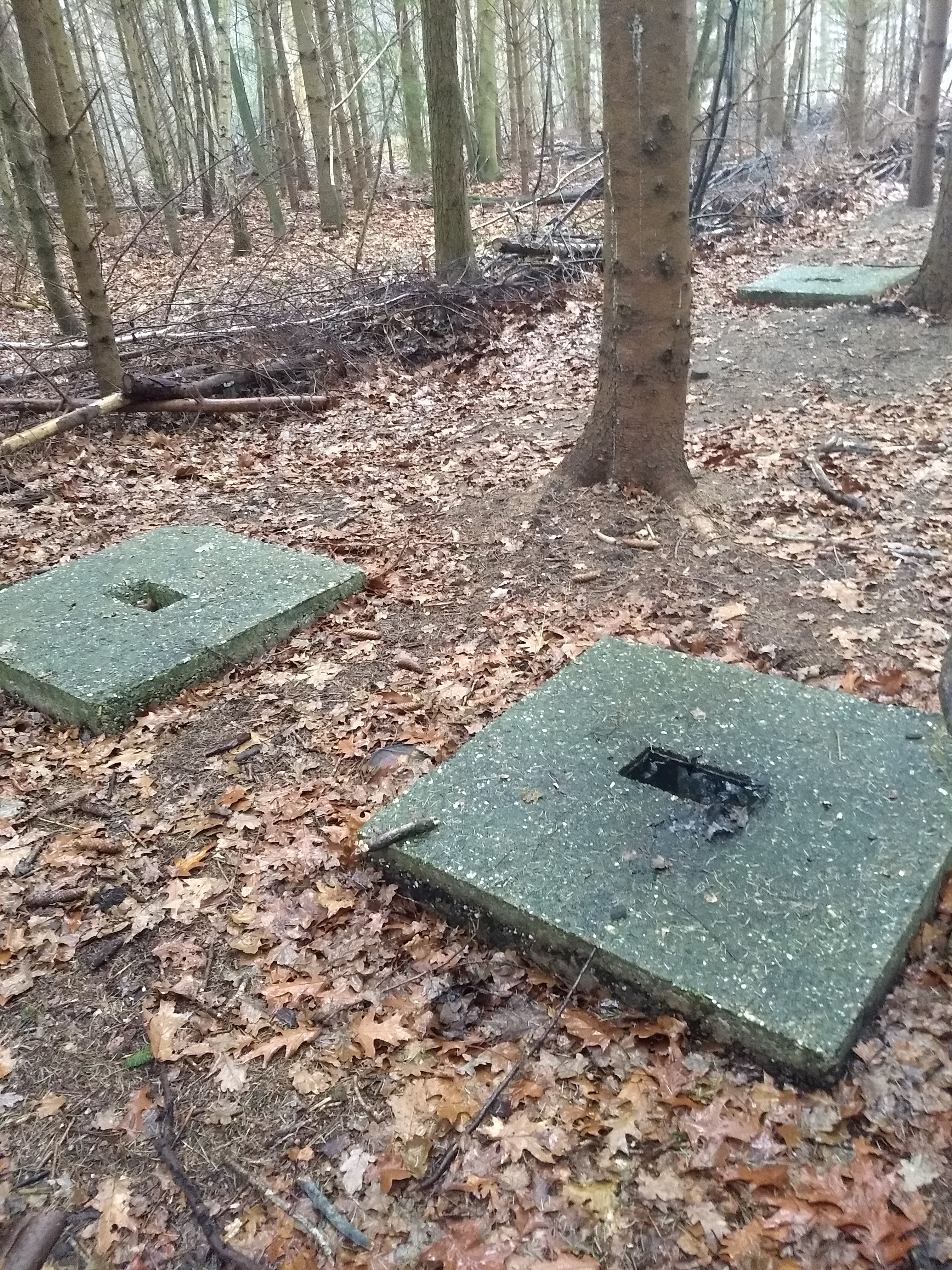
Fundering staanders van lanceerplatform